# André Resampa

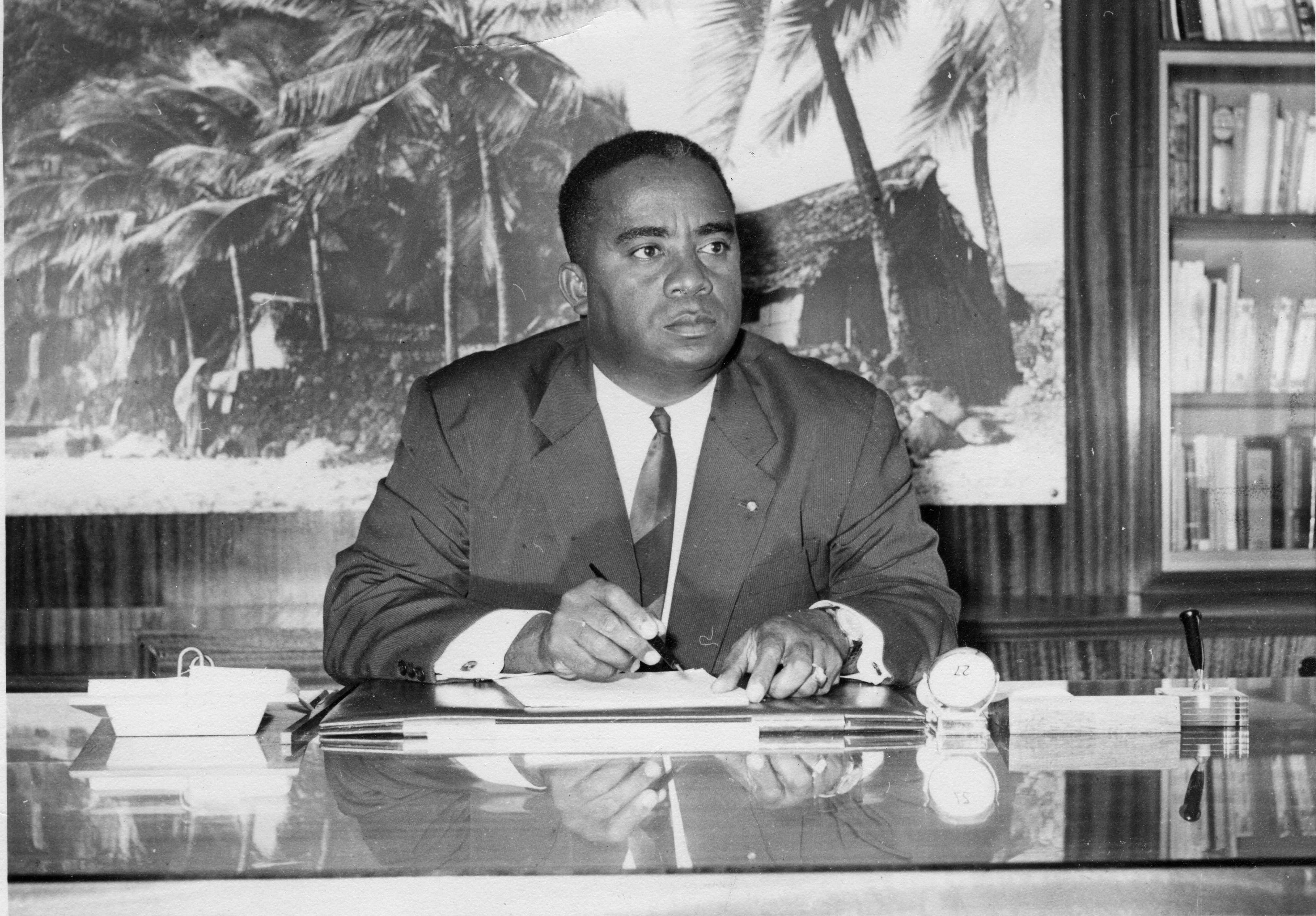
Resampa (1963)

André Resampa (* 24. Juni 1924 in Mandabe, Mahabo, Region Menabe, Provinz Toliara, Madagaskar; † 17. Mai 1993) war ein madegassischer Politiker, der von Januar bis zum 25. Mai 1970 neben Jacques Rabemananjara und Calvin Tsiebo Mitglied eines Triumvirats war, das für den erkrankten Staatspräsidenten Philibert Tsiranana amtierte.

## Leben

### Herkunft und Eintritt für die Unabhängigkeit
Resampa, Sohn eines Häuptlings aus dem Stamm der Bara, absolvierte seine Schulausbildung in einer Grundschule in Mandabe, der Katholischen Schule von Morondava sowie der Verwaltungsschule Le Myre de Vilers in Antananarivo und war danach als Dolmetscher und zuletzt als Sekretär der Justizbehörde der französischen Kolonialverwaltung tätig.
Er gehörte neben Henry de Heaulme, Monja Jaona, Laurent Botokeky und Philibert Tsiranana zu den führenden Persönlichkeiten, die für die Unabhängigkeit Madagaskars von Frankreich eingetreten war. 1952 wurde er zum Mitglied der Provinzialversammlung der Provinz Toliara gewählt, wobei er sich der am 28. Dezember 1956 der von Tsiranana gegründeten Parti Social Démocrate (PSD) anschloss, die Nachfolgepartei der ebenfalls von Tsiranana 1946 gegründeten Parti des Déshérités de Madagascar (PADESM). 1957 wurde er abermals zum Mitglied der Provinzialversammlung von Toliara gewählt und kurz darauf Mitglied der Zentralversammlung sowie als Mitglied des Exekutivrates anfangs Erziehungsminister und dann Sozialminister. Nachdem Tsiranana im Mai 1958 Präsident des Exekutivrates wurde, übernahm er die Funktion als Generalsekretär der PSD.
1958 wurde er auch Abgeordneter der Nationalversammlung wurde, nachdem das Land Republik innerhalb der am 4. Oktober 1958 geschaffenen französischen Staatengemeinschaft Communauté française wurde.

### Innenminister, amtierender Präsident und Machtverlust
Nach der Unabhängigkeit am 26. Juni 1960 wurde er von Tsiranana, der erster Präsident Madagaskars wurde, zum Innenminister ernannt. Diese Funktion bekleidete er zehn Jahre lang bis 1970.
Im Januar 1970 wurde er neben Jacques Rabemananjara und Calvin Tsiebo Mitglied eines Triumvirats, das bis zum 25. Mai 1970 für den erkrankten Staatspräsidenten Philibert Tsiranana amtierte. Dabei versuchte der neue Premierminister Tsiebo die ausbrechenden Spannungen zwischen dem linken Flügel der PSD unter Innenminister Resampa und dem rechten Flügel unter Außenminister Rabemananjara unter Kontrolle zu halten.
Im Anschluss war Resampa von 1970 bis 1971 zunächst Erster Vizepräsident und danach 1971 für kurze Zeit Zweiter Vizepräsident Madagaskars. Im Mai 1971 wurde er jedoch auf Anordnung Tsirananas aus Gründen der Staatssicherheit abgesetzt und inhaftiert.
Nach dem Generalstreik vom Mai 1972, bei dem es 134 Tote gab und 100.000 Demonstranten den Rücktritt des Präsidenten forderte, wurde er am 25. Juni 1972 zusammen mit anderen politischen Gefangenen freigelassen und gründete die Union socialiste malgache (USM), die sich der Sozialistischen Internationale anschloss. Nach der Versöhnung mit Tsiranana, der am 11. Oktober 1972 als Staatspräsident zurückgetreten war, gehörte er 1974 zu den Mitgründern der Parti socialiste malgache (PSM), eine Fusion von PSD und USM. Allerdings wurden ihm nach dem Putschversuch vom Dezember 1974 und der Ermordung von Präsident Richard Ratsimandrava am 11. Februar 1975 alle politischen Rechte aberkannt.
1983 trat Resampa der am 2. März 1973 als Abspaltung von der PSD gegründeten Partei VRONJ bei, die zu der von der AREMA (Andry sy Rihana Enti-Manavotra an'i Madagasikara) beherrschten Einheitsfront FNDR (Front national pour la défense de la Révolution) gehörte. Kurz darauf wurde er bei den Parlamentswahlen vom 28. August 1983 wieder zum Abgeordneten der Nationalversammlung gewählt.
Ihm zu Ehren wurde das 1956 gegründete Lycée André Resampa benannt.
Sein Sohn Haja André Resampa ist ebenfalls Politiker, der im Januar 2014 als möglicher Premierminister Madagaskars unter Staatspräsident Hery Rajaonarimampianina gehandelt wurde, dessen Generalsekretär des Präsidialamtes er ist.